# Guvernoratul Beheira
Guvernoratul Beheira (în arabă البحيرة) este o unitate administrativă de gradul I, situată în partea de nord a Egiptului. Reședința sa este orașul Damanhur.